# 苏宁电器集团
苏宁电器集团有限公司（英語：Suning Appliance Group），前稱江苏苏宁电器有限公司，是上市公司苏宁易购（前稱：苏宁电器股份、苏宁云商集团、苏宁电器连锁集团）創辦人張近東所擁有的私人公司。公司主要經營房地產，例如向苏宁易购租出商業樓層，以及擁有苏宁易购20%股權、恆大地產股權等等。

## 历史
福布斯於2014年曾透露，刘晓萌作為苏宁电器集团的大股東，間接擁有部分苏宁易购股權，以使她登上福布斯2014年全球富豪榜第1,565位，及福布斯2013年中國富豪榜第111位。但刘晓萌約於同年已退股苏宁电器集团。
2017年，苏宁电器集团透過子公司「南京润恒企业管理有限公司」，出資200亿元人民币，向中國恆大集團旗下的恒大地產入股。